# Конгресс русских общин соотечественников России в Абхазии
Конгресс русских общин соотечественников России в Абхазии (КРОСРА) — общественно-политическое движение Абхазии.

## История
ОПД "Конгресс русских общин соотечественников России в Абхазии" (КРОСРА) действует с 1994 г. Представляет интересы русскоязычного населения и имеет разветвленную сеть региональных и местных общин. Печатный орган - газета "Русское слово".
Руководитель Конгресса русских общин в Абхазии Никитченко Геннадий Васильевич - депутат Народного Собрания Республики Абхазия.